# 東山悠苑
東山悠苑（ひがしやまゆうえん）は、福島県郡山市田村町小川字石淵にある、郡山市営の火葬場。

## 概要
郡山市ではかつて市内横塚二丁目に火葬場が存在したが、老朽化が激しく、手狭になったことから1991年（平成3年）、東山霊園に隣接した現在地に建設された。
建物は建築面積3,152平方メートル。1992年日本建築学会東北支部、東北建築賞を受賞。

## 施設
- 火葬炉 標準炉7基、大型炉3基、汚物焼却炉1基
- 待合室（和室5室、洋室2室）
- お別れ室（4室）
- 収骨室（4室）
- 霊安室など
- 売店
- コインロッカー室

## アクセス
- バス（JR郡山駅より福島交通）
  - JR郡山駅西口2番バス乗り場より「新国道経由東山霊園」行→「東山霊園」下車（所要時間約30分）徒歩15分
  - お盆・お彼岸時には、臨時便あり

- 乗用車
  - JR郡山駅前より福島県道65号小野郡山線、福島県道54号須賀川三春線を経由して約9km（所要時間約20分）